# Anomocoetidia
Anomocoetidia là một chi bướm đêm thuộc họ Geometridae.